# Vergennes (Illinois)
Pour les articles homonymes, voir Vergennes.
Le village de Vergennes est situé dans le comté de Jackson, dans l’État de l’Illinois, aux États-Unis. Sa population s’élevait à 298 habitants lors du recensement de 2010, estimée à 291 habitants en 2016.

## Source
- (en) Cet article est partiellement ou en totalité issu de l’article de Wikipédia en anglais intitulé « Vergennes, Illinois » (voir la liste des auteurs).